# Haruka (treno)
Il Haruka (はるか?, Haruka) è un servizio ferroviario di tipo espresso limitato che percorre parte della linea scartamento ridotto principale Tōkaidō, la metà occidentale della linea Circolare di Ōsaka, parte della linea Hanwa e tutta la linea Kansai Aeroporto, gestite dalla West Japan Railway Company. Il treno collega l'Aeroporto Internazionale del Kansai con Osaka, Kyoto e Maibara. Il servizio è attivo dal 1994, anno di apertura dell'Aeroporto, e il suo principale rivale è il servizio Rapi:t delle Ferrovie Nankai.

## Storia

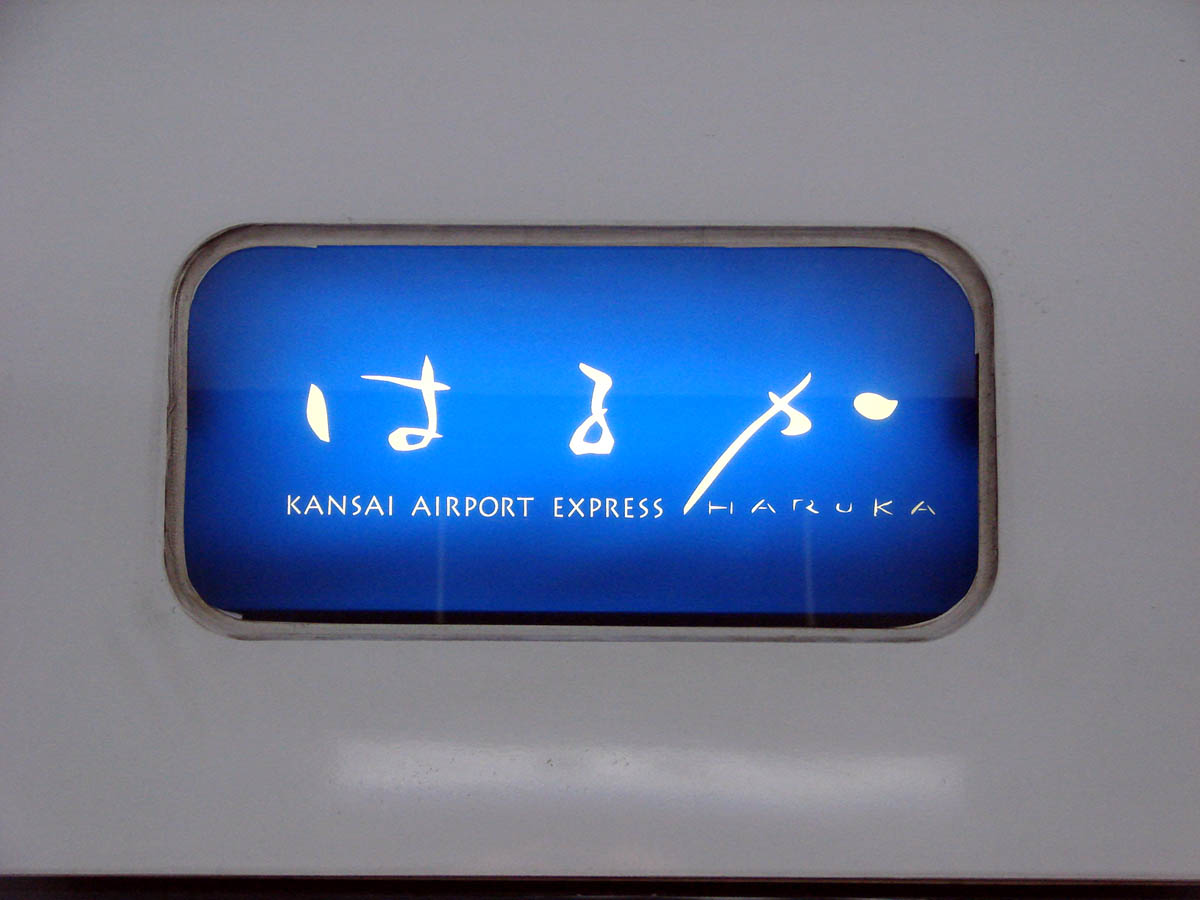
Il logo Haruka in giapponese sulla fiancata del treno

Il servizio Haruka è stato inaugurato il 4 settembre 1994 utilizzando elettrotreni della serie 281 a 3 casse.
A partire dal 2 aprile 1995 sono state introdotte delle formazioni a 6 casse e quindi a 9 casse (3+6) dal 14 luglio 1995.
Dal 1º dicembre 1998 sono disponibili anche carrozze con posti senza prenotazione obbligatoria, e a partire dal 18 marzo 2007 sono state abolite le zone fumatori sul treno.

## Treni e destinazioni
Ogni giorno ci sono 48 corse, numerate da 1 a 48. I treni dispari sono quelli verso sud (verso l'aeroporto), mentre i numeri pari sono diretti a nord (partono dall'aeroporto). Operano ogni 30 minuti durante il giorno e la prima serata. Il tempo di percorrenza dalla stazione di Kyoto è di circa 78 minuti in direzione aeroporto e di 73 minuti in direzione Kyoto.

## Fermate
Il servizio Haruka è principalmente pensato per collegare rapidamente la stazione di Kyoto con l'aeroporto del Kansai. I treni fermano alla stazione di Shin-Ōsaka e in quella di Tennōji all'interno di Osaka. Alcuni treni effettuano delle fermate aggiuntive e sono mostrati in corsivo nella tabella sottostante.
Questi treni usciti dalla stazione di Shin-Osaka sfruttano la bretella merci di Umeda per bypassare la stazione di Ōsaka, e quindi non fermano in quest'ultima.
| Linea              | Stazione | Collegamenti                                                                                              |
| ------------------ | --- | --- |
| Tōkaidō (Biwako)   | Maibara | Tōkaidō Shinkansen, Linea principale Tōkaidō, Linea principale Hokuriku, Linea principale Ohmi            |
| Tōkaidō (Biwako)   | Hikone | Linea principale Ohmi                                                                                     |
| Tōkaidō (Biwako)   | Ōmi-Hachiman                                                                                                   | Linea Ohmi Yōkaichi                                                                                       |
| Tōkaidō (Biwako)   | Yasu | |
| Tōkaidō (Biwako)   | Moriyama | |
| Tōkaidō (Biwako)   | Kusatsu | Linea Kusatsu                                                                                             |
| Tōkaidō (Biwako)   | Ishiyama | Linea Keihan Ishiyama Sakamoto                                                                            |
| Tōkaidō (Biwako)   | Ōtsu | |
| Tōkaidō (Biwako)   | Yamashina | Linea Kosei, Linea Keihan Ishiyama Sakamoto, Metropolitana Linea Tōzai                                    |
| Tōkaidō (Biwako)   | Kyoto | Tōkaidō Shinkansen, Linea principale Sanin, Linea Nara Linea Kintetsu Kyōto, metropolitana Linea Karasuma |
| Tōkaidō (JR Kyoto) | Kyoto | Tōkaidō Shinkansen, Linea principale Sanin, Linea Nara Linea Kintetsu Kyōto, metropolitana Linea Karasuma |
| Takatsuki          | | |
| Shin-Ōsaka         | Tōkaidō Shinkansen, Sanyō Shinkansen, metropolitana Linea Midōsuji                                             | |
| Shin-Ōsaka         | Tōkaidō Shinkansen, Sanyō Shinkansen, metropolitana Linea Midōsuji                                             | Tōkaidō (diramazione merci) Circolare di Osaka                                                            |
| Tennōji            | Linea principale Kansai (Linea Yamatoji), Metropolitana Midōsuji e Linea Tanimachi Linea Kintetsu Minami-Ōsaka | |
| Tennōji            | Linea principale Kansai (Linea Yamatoji), Metropolitana Midōsuji e Linea Tanimachi Linea Kintetsu Minami-Ōsaka | Hanwa |
| Izumi-Fuchū        | | |
| Hineno             | Linea Hanwa per Stazione di Wakayama                                                                           | |
| Hineno             | Linea Hanwa per Stazione di Wakayama                                                                           | Kansai Aeroporto                                                                                          |
| Kansai Aeroporto   | | |

## Tariffe dei biglietti
Le seguenti tariffe sono relative alla partenza, o all'arrivo alla stazione dell'Aeroporto Kansai. Per i posti riservati può essere presente un supplemento, o una riduzione di 200 yen. Essendo il treno Haruka un espresso limitato, per accedervi è necessario avere un biglietto ferroviario (乗車券?, jōshaken) corredato da un biglietto per il servizio espresso limitato (特急券?, tokkyūken). La carta ICOCA può essere utilizzata in luogo del primo (per accedere ai tornelli di accesso), mentre il secondo può essere acquistato direttamente a bordo del treno.
I possessori del Japan Rail Pass possono utilizzare questo treno senza alcun supplemento.
| Stazione   | Prima classe | Posto prenotato | Posto non prenotato |
| ---------- | ------------ | --------------- | ------------------- |
| Kyoto      | ¥4,220       | ¥3,490          | ¥2,980              |
| Shin-Ōsaka | ¥3,710       | ¥2,980          | ¥2,470              |

## Interni

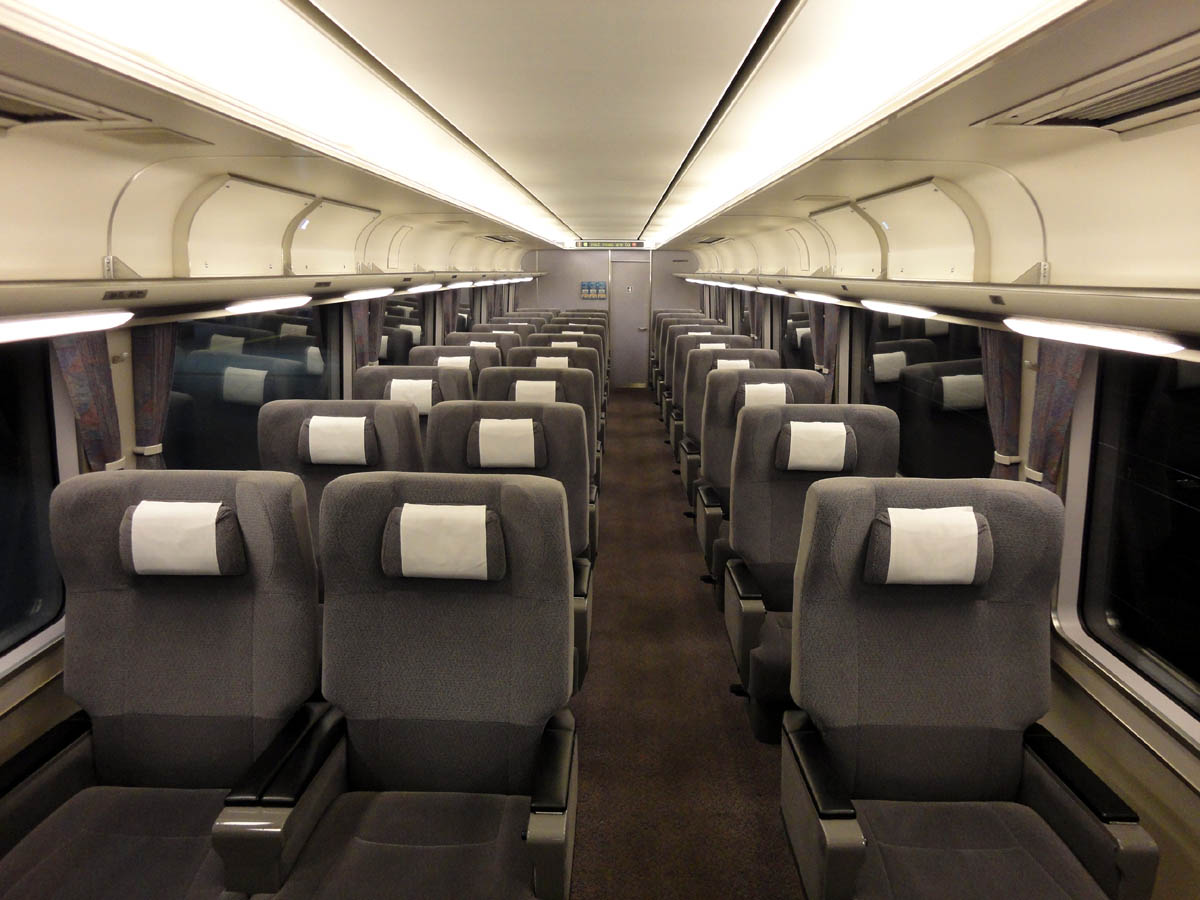
Interni della classe Green
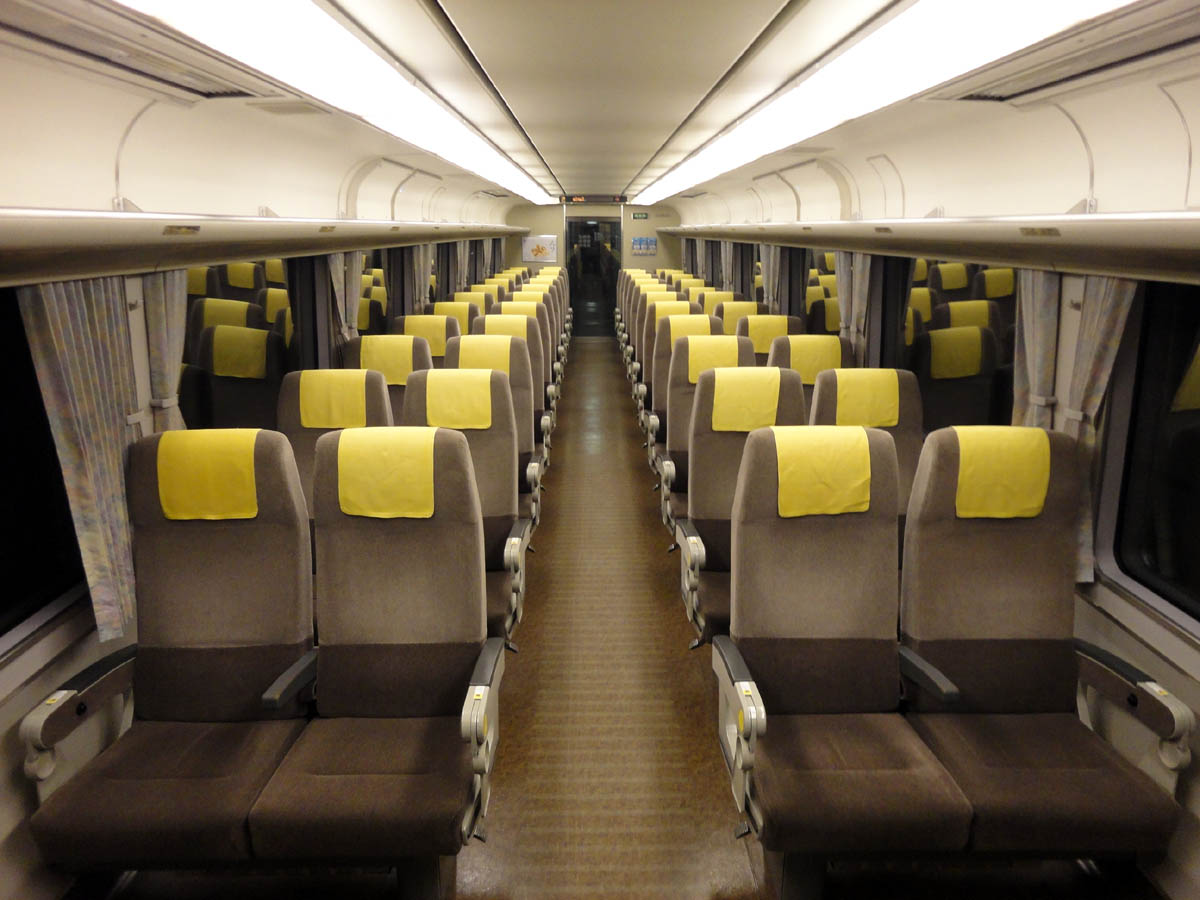
Interni della classe Standard
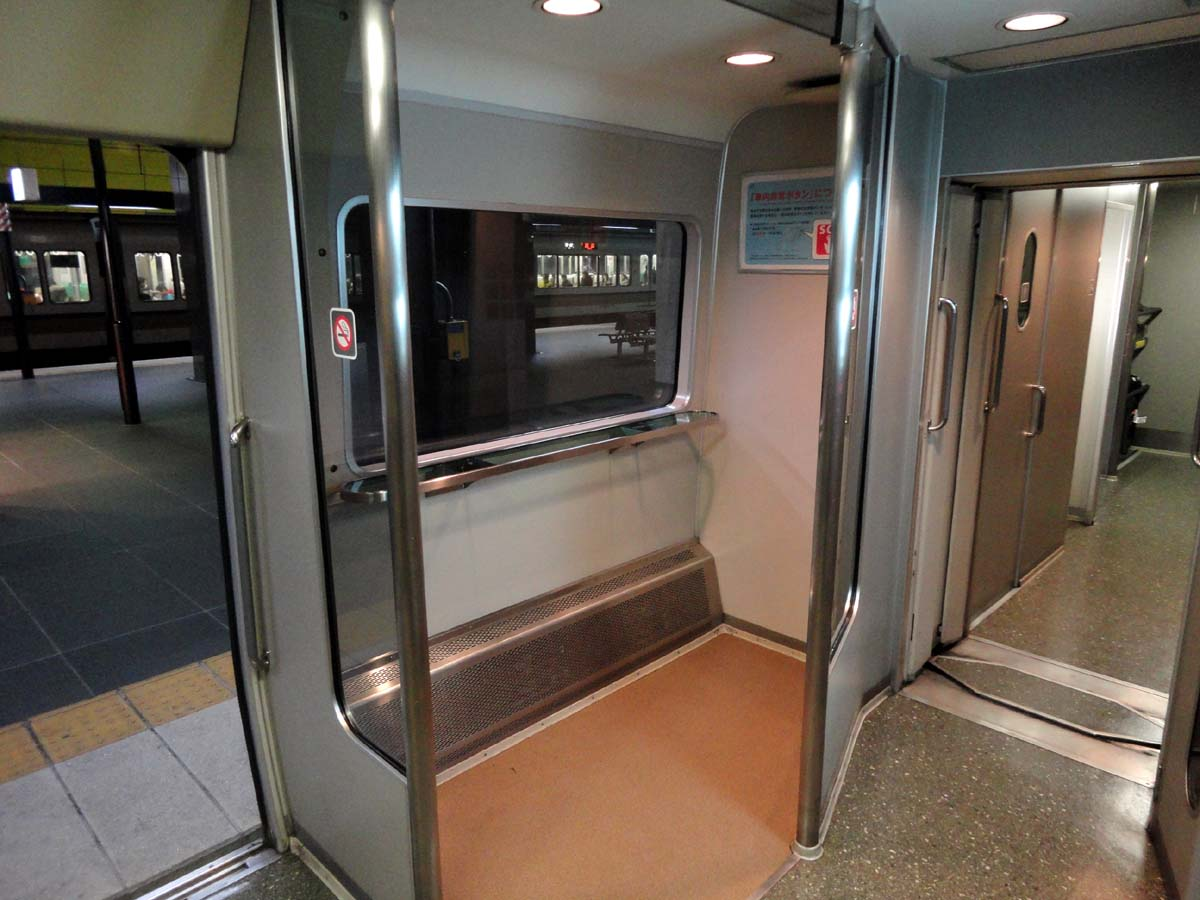
L'area fumatori (non più in uso)
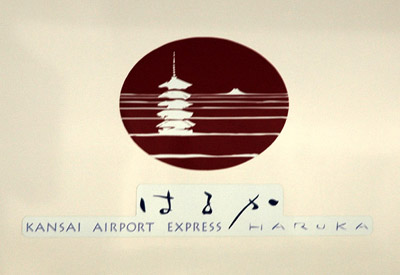
Il logo Haruka